# در محوشدگی
در محوشدگی (به انگلیسی: In the Fade) عنوان فیلمی درام به نویسندگی و کارگردانی فاتح آکین می‌باشد. این فیلم برای بخش مسابقه هفتادمین جشنواره کن انتخاب شد و جایزه بهترین بازیگر زن را برای دیانه کروگر به ارمغان آورد. این فیلم همچنین به‌عنوان نماینده سینمای آلمان برای شرکت در بخش جایزه اسکار بهترین فیلم بین‌المللی در نودمین دوره جوایز اسکار برگزیده شد و در فهرست نهایی نیز قرار گرفت، اما در نهایت نامزد نشد. این فیلم جایزه گلدن گلوب بهترین فیلم غیر انگلیسی‌زبان را به‌دست آورد.

## داستان
این فیلم روایتگر زنی آلمانی به نام کاتیا (دیانه کروگر) است که همسر کرد و پسر خود را در جریان بمب‌گذاری نئونازی‌ها در هامبورگ ازدست می‌دهد. این فیلم ریشه‌ای از واقعیت دارد.

## بازیگران
- دیانه کروگر
- دنیس موسکیتو
- یوهانس کریش
- سامیا شانکرین
- نومان اکار
- اولریش توکور
- اولریش برندهوف